# Wellenburger Allee

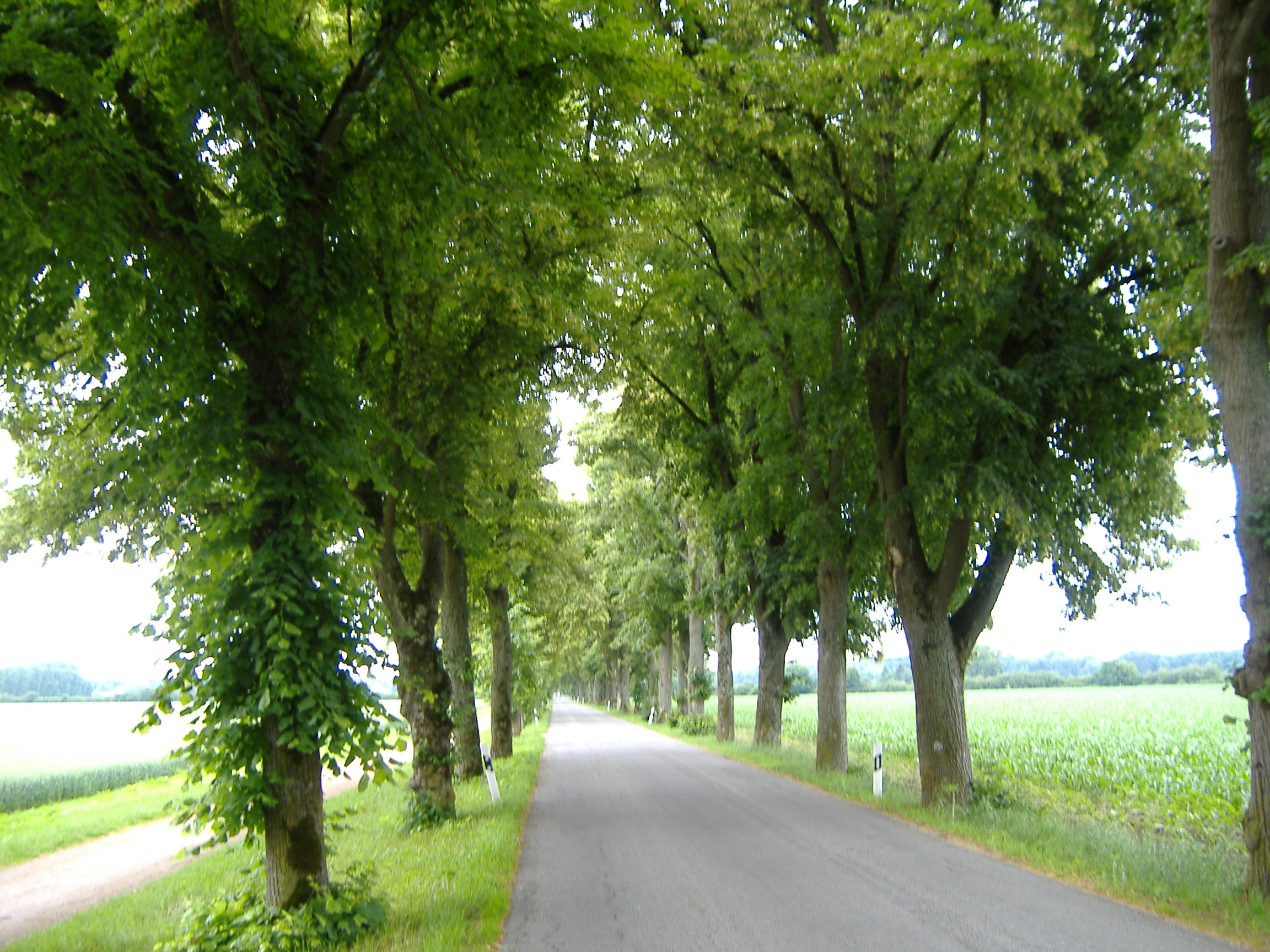
Straße zum Schloss Wellenburg

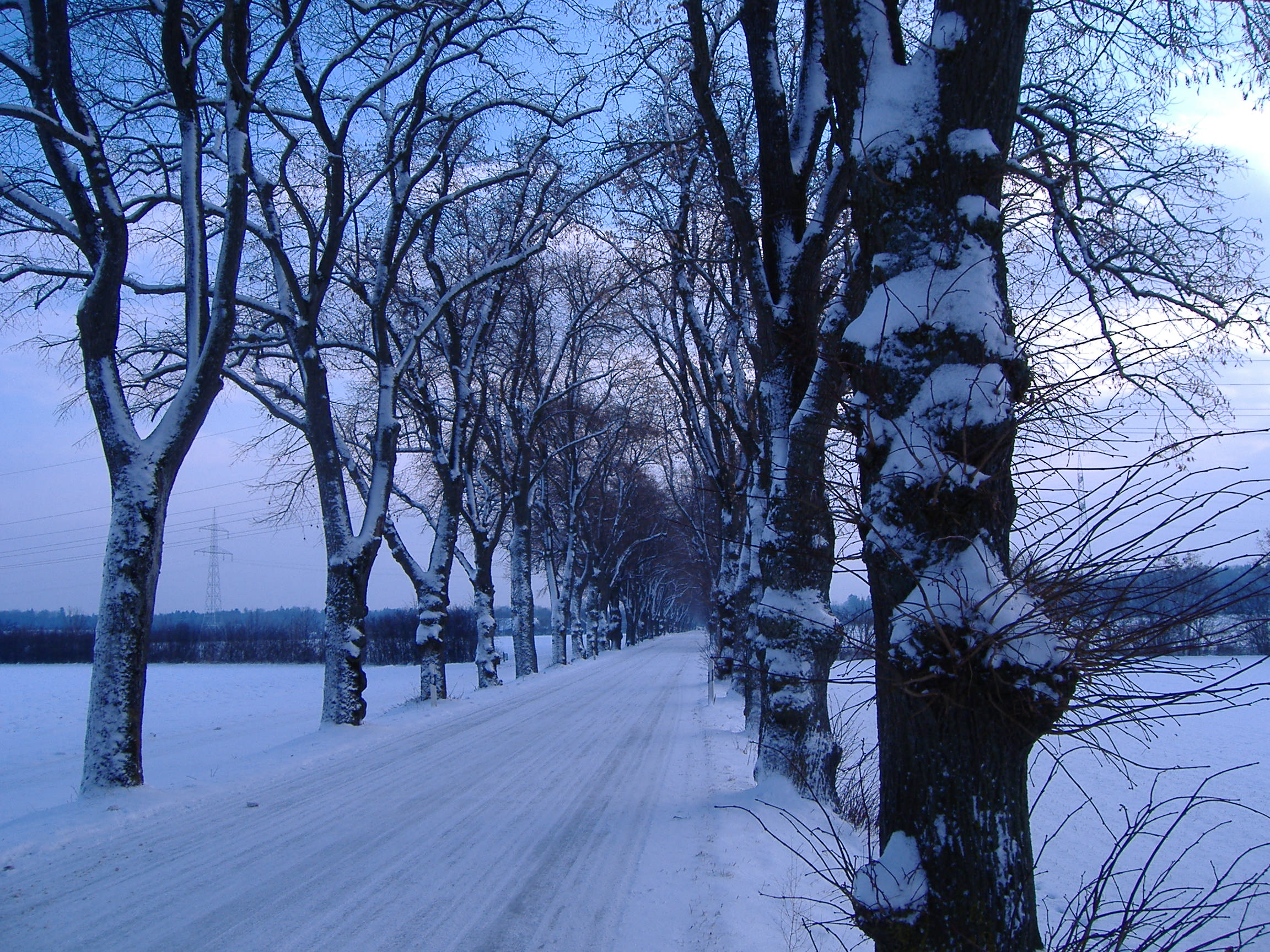
Die Allee im Winter 2013

Die geradlinig verlaufende Wellenburger Allee ist eine der imposantesten Lindenalleen im bayerisch-schwäbischen Raum. Es handelt sich dabei um einen zwei Kilometer langen Abschnitt der Wellenburger Straße im Süden des Augsburger Stadtgebietes. Die Allee beginnt an der Brücke über die Wertach im Augsburger Stadtteil Göggingen und führt in gerader Linie zum Schloss Wellenburg. Die über 350 Winter-Linden bilden auf diese Weise eine Sichtachse und unterstreichen die Bedeutung des Schlosses.

## Erstpflanzung und Entwicklung
Die ersten Bäume der Allee wurden im Jahre 1840 gepflanzt. Zwischen 1880 und 1920 erfolgten schließlich weitere Neuanpflanzungen. Danach wurden, wenn nötig, alte oder kranke Bäume regelmäßig durch neue Bäume ersetzt. Die Stadt Augsburg erklärte die Wellenburger Allee im November 1975 per Verordnung zum geschützten Landschaftsbestandteil.
Bei dem schweren Unwetter am 20. Juni 2013 wurden zahlreiche Bäume der Allee beschädigt und das Erscheinungsbild damit nachhaltig beeinträchtigt. Die notwendigen Aufräumarbeiten dauerten mehrere Tage an. Alle durch den Sturm entwurzelten Bäume wurden nachgepflanzt.